# Dobrochov
Dobrochov település Csehországban, a Prostějovi járásban. Dobrochov Vranovice-Kelčice, Otaslavice és Hradčany-Kobeřice településekkel határos. Lakosainak száma 362 fő (2024. január 1.).

## Népesség
A település lakosságának változását az alábbi diagram mutatja:
| Lakosok száma | 320  | 296  | 354  | 358  | 254  | 259  | 329  | 343  | 350  | 362  |
|               | 1869 | 1890 | 1921 | 1950 | 1980 | 2001 | 2017 | 2019 | 2022 | 2024 |